# Xanadu (sång)
"Xanadu" är titelspåret från albumet Xanadu, soundtrack till filmen Xanadu från 1980.

## Samarbete
Låten framförs av Electric Light Orchestra (ELO) med Olivia Newton-John. Olivia Newton-John sjunger den primära sången, medan ELO står för utfyllnadssång precis som andra låtar å soundtrackalbumet, samt står för instrumenten.
Singeln toppade listorna i flera länder, och var ELO:s enda etta i Storbritannien där den toppade under två juliveckor 1980. Låten nådde topplaceringen 8 på Billboard Hot 100 i USA.

## Ny ELO-version
År 2000 gjorde ELO:s Jeff Lynne en nyinspelning, med egen sång, för samlingsboxen Flashback och samlingsalbumet All Over The World compilation. Fastän den räknades som ELO-låt, spelade Jeff Lynne in låten utan någon av de tidigare gruppmedlemmarna.

## Coverversioner
1996 släppte två australiska dansare varsin version av låten. Sydneysångaren Olivia Featuring Paula (på skivmärket MDS) släppte en dansversion först, följd av Kirsty K. (på Central Station). Båda versionerna gick in på ARIA:s singellistor och danslistor under första halvan av 1996.
Låten har tolkats även av australiska sångerskan Dannii Minogue. Xanadu skulle ha blivit sjunde singeln ut från Danni Minogues album Club Disco, men singelsläppet ställdes in på grund av filmning och planer på nya inspelningar.
Den tolkades också av brittiske sångaren och låtskrivaren Lightspeed Champion som B-sida till singeln Tell Me What It's Worth.
Låten ingick även i Broadwaymusikalen Xanadu.
Sången blev den första låt som börjar med bokstaven 'X' att någonsin nå Billboard Hot 100 och blev den enda att göra fram till X av Xzibit.
En kantonesiskspråkig cover vid namn 仙樂都 (Xanadu) spelades 2003 in av Hongkongsångaren Sammi Cheng.
Gruppen Texas sångare Sharleen Spiteri sjöng "Xanadu" på Graham Nortons nyårsprogram den 12 december 2009, och släppte sin version på singel i februari 2010.
Japanska TV-stationen NHK använde låten i en promoversion för deras då nya BS-Hi-service i HD. I samband med promoversionen visades även då NHK:s maskott Domo dansade till låten med flera andra människor.
En cover på låten släpptes 2009 av Sarah Blasko på bonusskivan för albumet "As Day Follows Night" 2009.
Karin Glenmark spelade in låten på svenska, med text av Ingela "Pling" Forsman, och släppte den på singel 1980.  Hennes version gick in på Svensktoppen, där den låg i 10 veckor under perioden 26 oktober-21 december 1980.  Under 1980 utkom även svenskspråkiga inspelningar med Ingmar Nordströms. , Flamingokvintetten  och Wizex. 

## Sharleen Spiteris version
2009 spelade den skotska sångerskan och låtskrivaren Sharleen Spiteri in låten på albumet The Movie Songbook, släppt världen över den 1 mars 2010. Xanadu släpptes som huvudsingel i februari 2010 och nådde BBC Radio 2 C-List.

### Musikvideo
En musikvideo till låten spelades in på Sharleen Spiteris officiella You Tube-kanal i februari 2010. Videon visar Capitol Records Building och Spiteri som framför låten med akustisk gitarr, uppbackad av en manlig och två kvinnliga sångare.

## Medverkande
- Olivia Newton-John - sång
- Jeff Lynne - gitarr, klaviatur, bakgrundssång
- Bev Bevan - Trummor, slagverk
- Richard Tandy - Klaviatur
- Kelly Groucutt - Bas, bakgrundssång
- Louis Clark - Stråkarrangemang

## Listplaceringar

### Electric Light Orchestra & Olivia Newton-John
| Lista (1980)   | Topplacering |
| -------------- | ------------ |
| Nederländerna  | 1            |
| Norge          | 1            |
| Nya Zeeland    | 8            |
| Storbritannien | 1            |
| Schweiz        | 2            |
| Sverige        | 3            |
| Österrike      | 1            |

### Sharleen Spiteri
| Lista (2010)   | Topplacering |
| -------------- | ------------ |
| Storbritannien | 71           |

### Fotnoter
1. ↑  ”Svensk mediedatabas”. http://smdb.kb.se/catalog/id/001882002. Läst 29 maj 2011.
2. ↑  ”Svensktoppen”. 17 mars 1980. http://sverigesradio.se/Diverse/AppData/Isidor/files/2023/3478.txt. Läst 29 maj 2011.
3. ↑  ”Svensk mediedatabas”. http://smdb.kb.se/catalog/id/001887380. Läst 29 maj 2011.
4. ↑  ”Svensk mediedatabas”. http://smdb.kb.se/catalog/id/001887955. Läst 29 maj 2011.
5. ↑  ”Svensk mediedatabas”. http://smdb.kb.se/catalog/id/001882063. Läst 29 maj 2011.
6. ↑  14:00 - 17:05. ”Radio 2 - Playlist”. BBC. http://www.bbc.co.uk/radio2/music/playlist/index.shtml. Läst 19 mars 2010.
7. ↑  ”Listplacering”. http://dutchcharts.nl/showitem.asp?interpret=Olivia+Newton-John+%26+Electric+Light+Orchestra&titel=Xanadu&cat=s. Läst 29 maj 2011.
8. ↑  ”Listplacering”. http://norwegiancharts.com/showitem.asp?interpret=Olivia+Newton-John+%26+Electric+Light+Orchestra&titel=Xanadu&cat=s. Läst 29 maj 2011.
9. ↑  ”Listplacering”. Arkiverad från originalet den 12 november 2012. https://web.archive.org/web/20121112013005/http://charts.org.nz/showitem.asp?interpret=Olivia+Newton%2DJohn+%26+Electric+Light+Orchestra&titel=Xanadu&cat=s. Läst 29 maj 2011.
10. ↑  ”Listplacering”. Arkiverad från originalet den 25 maj 2012. https://archive.is/20120525153042/http://www.chartstats.com/release.php?release=8688. Läst 29 maj 2011.
11. ↑  ”Listplacering”. http://hitparade.ch/showitem.asp?interpret=Olivia+Newton-John+%26+Electric+Light+Orchestra&titel=Xanadu&cat=s. Läst 29 maj 2011.
12. ↑  ”Listplacering”. http://hitparad.se/showitem.asp?interpret=Olivia+Newton-John+%26+Electric+Light+Orchestra&titel=Xanadu&cat=s. Läst 29 maj 2011.
13. ↑  ”Listplacering”. http://austriancharts.at/showitem.asp?interpret=Olivia+Newton-John+%26+Electric+Light+Orchestra&titel=Xanadu&cat=s. Läst 29 maj 2011.
14. ↑  ”Listplacering”. Arkiverad från originalet den 25 maj 2012. https://archive.is/20120525153047/http://www.chartstats.com/release.php?release=49168. Läst 29 maj 2011.